# Temptation Island (film)
Temptation Island (engelska: Lovewrecked) är en amerikansk komedifilm från 2005 med Amanda Bynes och Chris Carmark i huvudrollerna. Filmen är regisserad av Randal Kleiser som även har regisserat bland annat Grease och Den blå lagunen.

## Handling
Filmen handlar om Jenny som har varit kär i rockstjärnan Jason så länge hon kan minnas. Hon söker jobb på hans favoritstrand för att få en chans att träffa honom. När Jason äntligen dyker upp är hon så klart beredd på att göra vad som helst för att få lära känna honom. Undret händer för Jenny när hon och Jason av en olycka ramlar ur en båt och spolas iland på en "öde ö" tillsammans, men i själva verket vet Jenny att semesterorten bara ligger några stenkast bort. Hon bestämmer sig för att inte berätta för Jason eftersom hon ser sin chans att få vara ensam med honom...

## Rollista
| Amanda Bynes      | – Jenny Taylor        |
| Chris Carmack     | – Jason Masters       |
| Jonathan Bennett  | – Ryan Howell         |
| Jamie-Lynn Sigler | – Alexis Manetti      |
| Susan Duerden     | – Bree Taylor         |
| Fred Willard      | – Ben Taylor          |
| Jackie Long       | – Chase               |
| Joey Kern         | – Milo Dinsdale       |
| Lance Bass        | – Cell Phone Dan      |
| Kathy Griffin     | – Belinda             |
| Alfonso Ribeiro   | – Brent Hernandez     |
| Connor Matheus    | – Otis Venable        |
| Suzanne Kent      | – Cinderella Venable  |
| Caleb Moody       | – Coast Guard Officer |
| Lou Erickson      | – Cruiser Captain     |